# Macheon (métro de Séoul)
Macheon (en coréen : 마천역) est la station terminus est de la branche Macheon de la ligne 5 du métro de Séoul. Elle est située au 183-94 Macheonje 1-dong, dans l'arrondissement Gangseo-gu à Séoul en Corée du Sud.
Ouverte en 1996, Elle est desservie par les rames omnibus, de la ligne 5, empruntant la branche Mancheon à l'est de la ligne.

## Situation sur le réseau

Plan du réseau du métro de Séoul (2023)

La station en souterrain Macheon est la station terminus sud-est de la branche Macheon de la ligne 5 du métro de Séoul : elle est située avant la station Geoyeo, 
en direction du terminus ouest, Banghwa.

## Histoire
La station Macheon est mise en service le 30 mars 1996, lors de l'ouverture à l'exploitation de la section de Gangdong au terminus Macheon,,.

## Services aux voyageurs

### Accès et accueil
La station située au 183-94 Macheonje 1-dong, dispose de deux accès numérotés 1 et 2. Établie en sous-sol, elle dispose notamment d'automate pour les titres de transport.

### Desserte
Macheon est desservie par les rames omnibus, de la ligne 5, qui circulent entre les terminus Banghwa et Macheon.

Installations
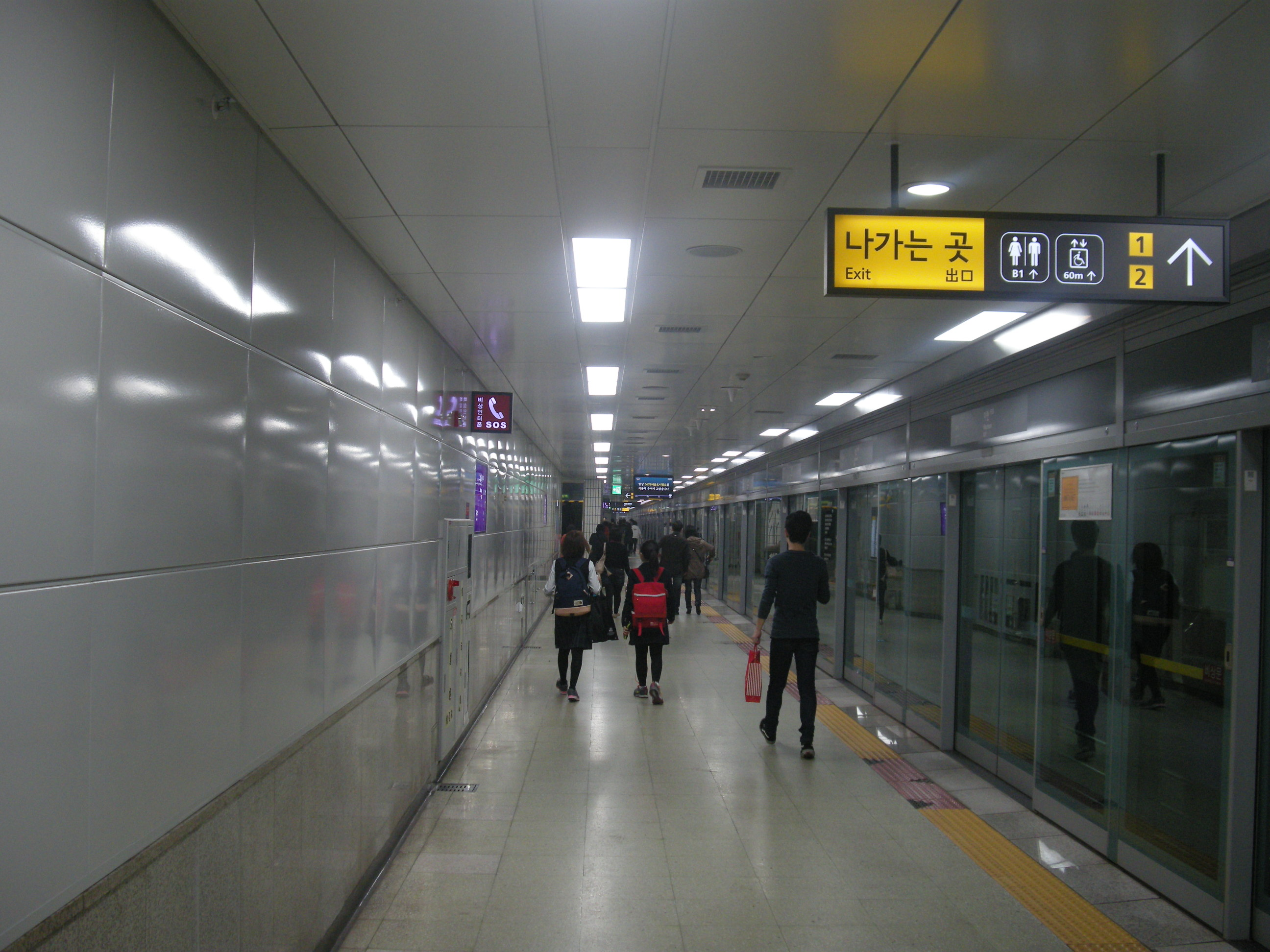
En 2013.
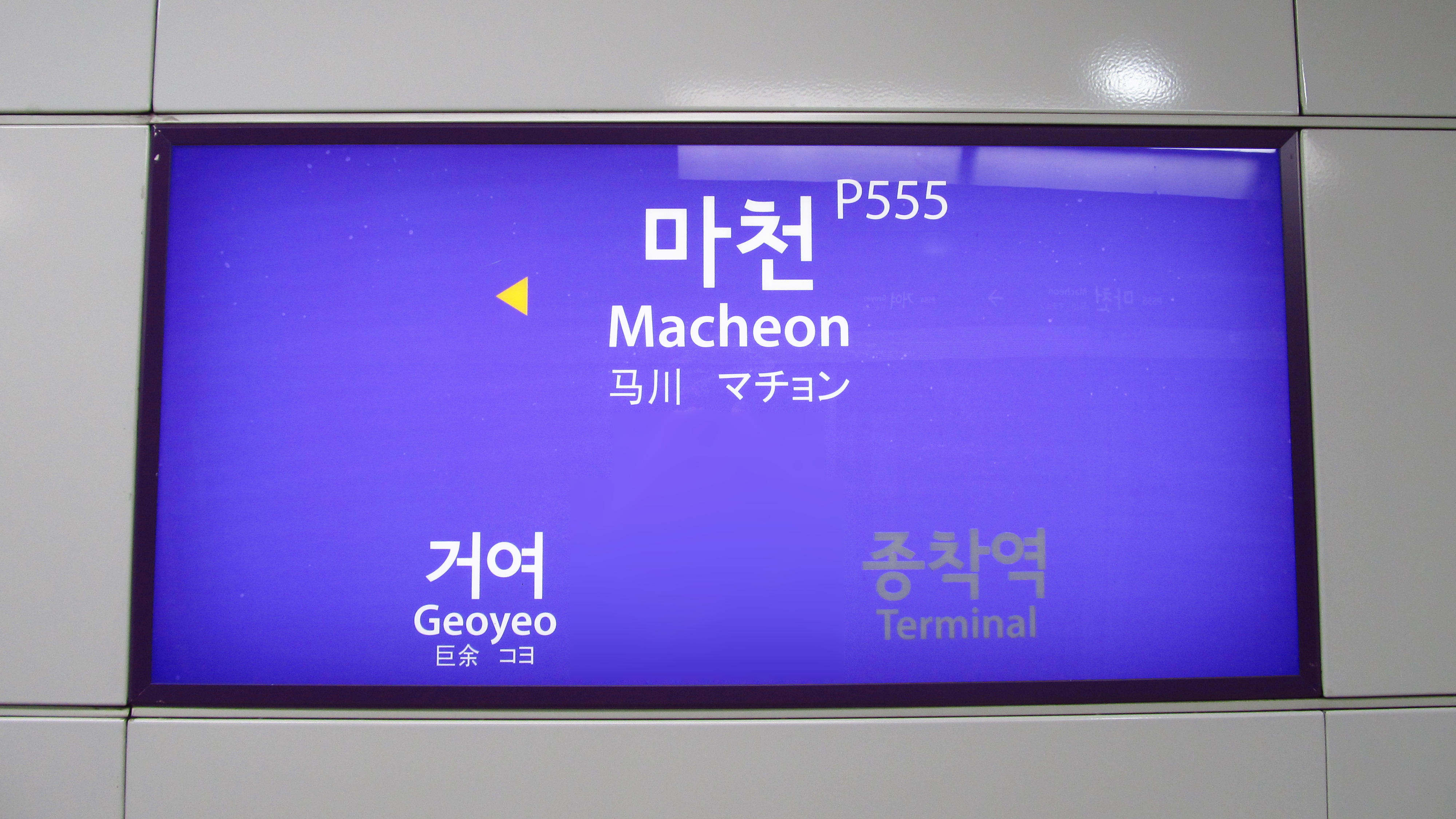
En 2018.
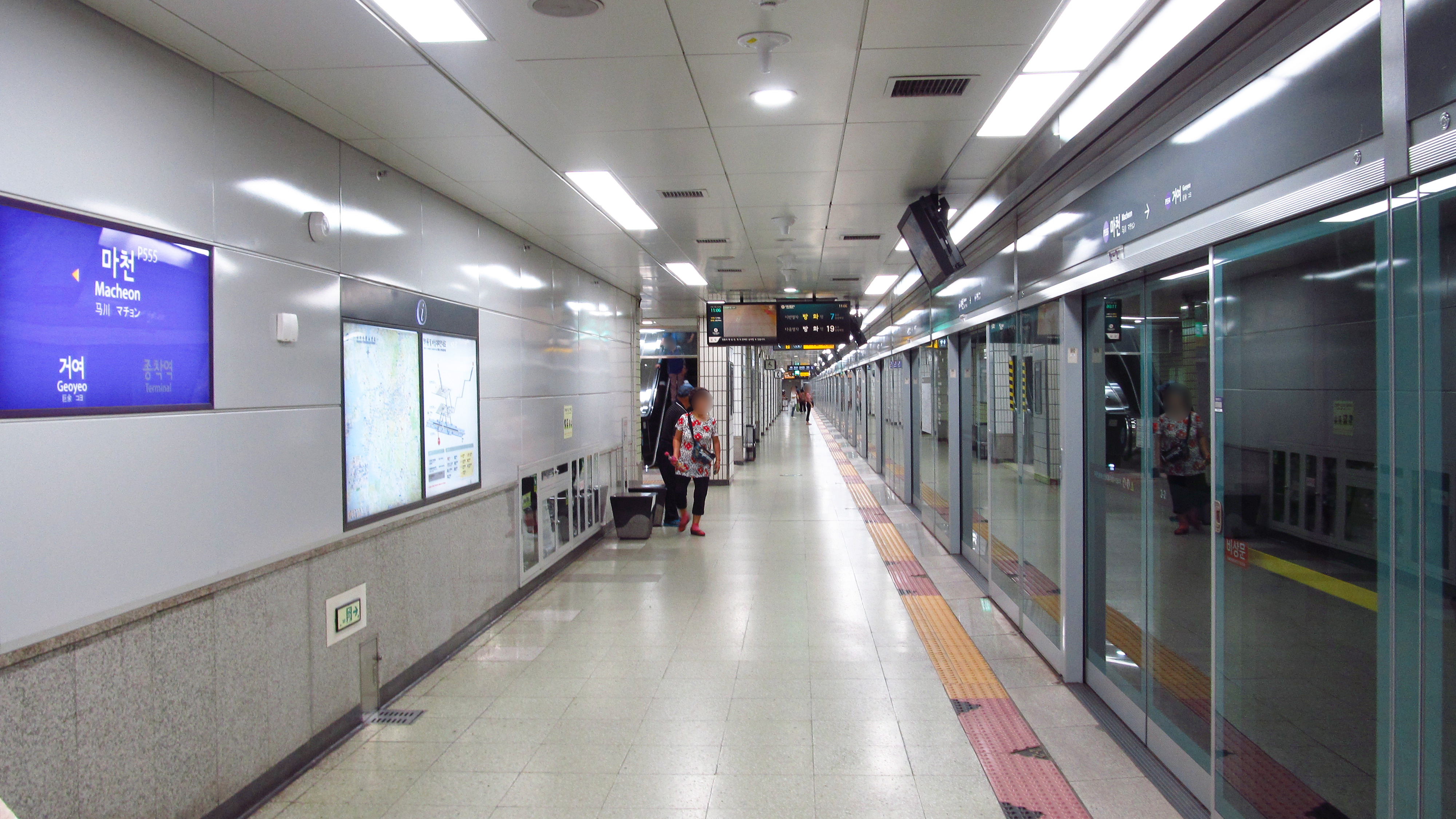
En 2018.

### Intermodalité
Des arrêts de bus sont situés à proximité.